# 200e à 101e millénaires avant le présent
500e à 401e millénaires AP |
400e à 301e millénaires AP |
300e à 201e millénaires AP |

200e à 101e millénaires avant le présent
 |
100e à 71e millénaires AP |
70e à 51e millénaires AP |
50e à 41e millénaires AP
Cet article traite de l’histoire évolutive de la lignée humaine entre 200 000 et 100 000 ans avant le présent (AP).

## Évènements
- 190 000 à 129 000 ans avant le présent (AP) :  période glaciaire du stade isotopique 6. Les hommes désertent les îles Britanniques et le Nord de l'Europe, en partie recouverts par les glaciers[1].
- 129 000 ans AP : début du Pléistocène supérieur.
- 129 000 à 115 000 ans AP : période interglaciaire de Riss-Würm ou Éémien[2]. Réchauffement du climat et augmentation de la pluviométrie, entrainant l'extension des forêts. Vers 126 000 ans AP, optimum climatique de l'Éémien : le niveau de la mer atteint un niveau de 4 à 6 mètres plus élevé que le niveau actuel.
- 115 000 à 11 700 ans AP : dernière période glaciaire. Glaciation vistulienne en Europe du Nord ou glaciation de Würm dans les Alpes[3]. Période de fluctuations de 115 000 à 71 000 ans AP, avec une tendance générale de climat frais.

### Afrique

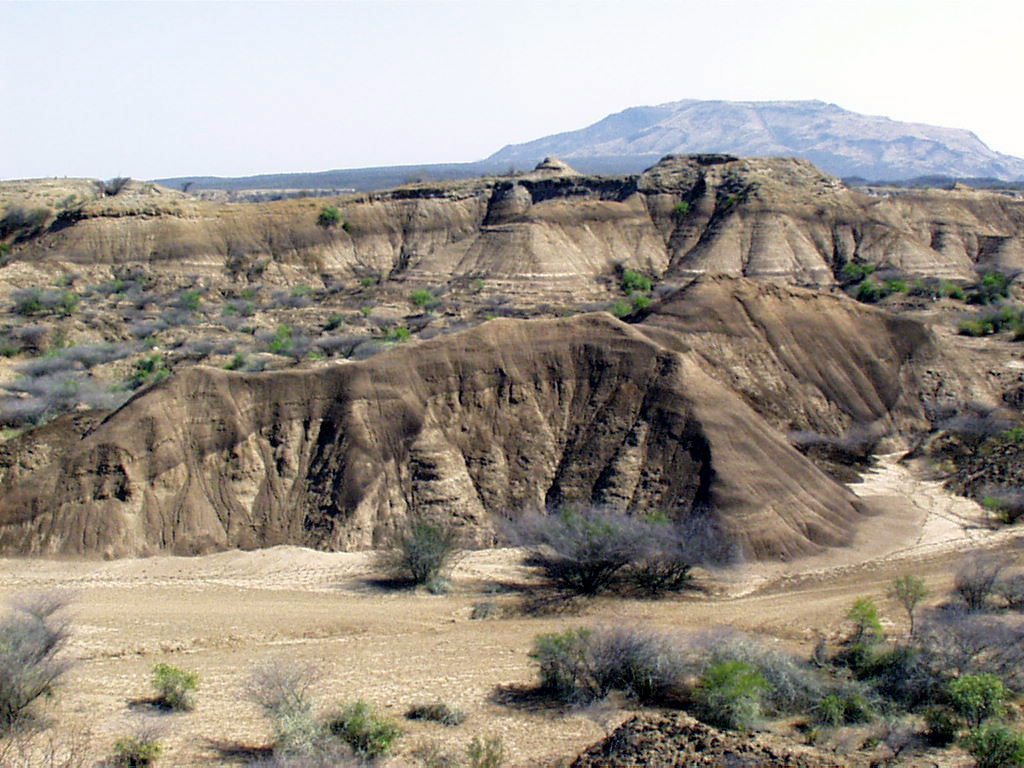
La formation de Kibish, où les fossiles humains Omo Kibish 1 et Omo Kibish 2, datés d'environ 235000 ans, ont été découverts (basse vallée de l'Omo, sud de l'Éthiopie).

- Vers 235 000 ans avant le présent (AP) : Homme de Kibish, représenté par deux crânes d’Homo sapiens découverts en 1967 dans la formation de Kibish, dans la basse vallée de l'Omo, en Éthiopie. Omo Kibish 2 apparait plus archaïque qu'Omo Kibish 1[4].
- 170 000 à 145 000 ans AP : période de méga-sécheresse en Afrique, enregistrée dans les sédiments du lac Malawi[5].
- 164 000 à 50 000 ans AP : le site de Pinnacle Point, en Afrique du Sud, témoigne de traitement thermique de la pierre pour la fabrication d'outils lithiques, de l'utilisation de ressources marines (coquillages) pour l'alimentation et de l'utilisation de pigments (ocre rouge), preuves d'un comportement symbolique[6].
- 157 000 ans AP : Homme de Herto, ossements fossiles d’Homo sapiens, découverts en 1997 sur le site de Herto, dans la vallée de l'Awash, en Éthiopie[7].
- 145 000 à 30 000 ans AP : l’industrie atérienne, présente au Maghreb et au Sahara, se distingue d'abord par la présence d'outils pédonculés destinés à être emmanchés. Elle associe la mise en œuvre du débitage Levallois à la confection d'outils sur éclat diversifiés (racloirs, denticulés, etc.), ainsi que d'outils foliacés bifaciaux[8].
- 125 000 à 75 000 ans AP : exploitation des coquillages pour se nourrir, sur le site des grottes de la rivière Klasies, en Afrique du Sud[9].
- 120 000 à 90 000 ans AP : pluvial Abbassia en Afrique. Les zones aujourd’hui désertiques (Sahara) sont vertes et fertiles.

### Amérique
- 130 700 ans AP : le site Cerutti Mastodon, dans le Sud de la Californie, livre des os de mastodontes qui présentent des marques de découpe et qui auraient pu être brisés intentionnellement par des représentants du genre Homo utilisant des outils lithiques[10],[11].

### Asie
- Entre 200 000 et 160 000 ans AP : le site de Xujiayao-Houjiayao, dans le xian de Yangyuan (province du Hebei), dans le bassin de Nihewan, à l'ouest de Pékin, livre des fossiles crâniens fragmentaires qui présentent des affinités nettes avec les Dénisoviens[12].
- Entre 200 000 et 130 000 ans AP : Homme de Maba, crâne humain fossile découvert en 1958 dans une grotte près du village de Maba, proche de la ville de Shaoguan, dans la province chinoise du Guangdong. Il présente des traces de blessure au niveau de l'os temporal droit résultant d’un coup porté par un objet contondant en pierre (agression ou accident) auxquelles il aurait survécu[13]. Il pourrait être un représentant de l'Homme de Denisova, espèce asiatique du Paléolithique moyen probablement présente en Chine à cette époque.
- Entre 194 000 et 123 000 ans AP : molaire de lait appartenant à l'Homme de Denisova, appelée Denisova 2, découverte en 1984 dans la grotte de Denisova, et datée en 2019 d'environ 160 000 ans par analyse génétique, selon la théorie de l'horloge moléculaire[14]. Il s'agit de l'un des deux plus anciens fossiles dénisoviens reconnus à ce jour.
- Entre 190 000 et 10 000 ans AP : Penghu 1, fragment de mandibule fossile, découvert vers 2007 dans les fonds marins proches de Taïwan, appartenant à une espèce éteinte du genre Homo, dénommée Homo tsaichangensis en 2015, mais pressentie en 2019 comme susceptible d'appartenir à l'Homme de Denisova[15].
- 190 000 à 50 000 ans AP : période de présence à Liang Bua, sur l’ile de Florès, en Indonésie, d'outils lithiques attribués à l’Homme de Florès, un petit humain d’environ un mètre de haut et d’un poids d'environ 25 kg[16].
- 160 000 ans AP : une demi-mandibule humaine fossile, découverte en 1980 dans la grotte de Baishiya, près de Xiahe, dans le Gansu, en Chine, est identifiée comme ayant appartenu à un Dénisovien. Cette étude s'est appuyée pour la première fois sur l'analyse des protéines (paléoprotéomique) conservées dans la mandibule de Xiahe, alors que l'ADN était trop dégradé pour être exploitable. La mandibule a conservé deux molaires, dont la morphologie est jugée comparable à celle des molaires trouvées dans la grotte de Denisova. Cette mandibule a un âge évalué par les séries de l'uranium à au moins 160 000 ans[17].
- Entre 125 000 et 108 000 ans AP : en Chine, le  site de Lingjing, près de Xuchang (Henan), livre des crânes humains adultes combinant des traits anciens qui les rapprochent des Dénisoviens.
- 120 000 à 40 000 ans AP : les Néandertaliens sont attestés en Asie centrale (Enfant de Teshik-Tash en Ouzbékistan) et en Sibérie méridionale (grotte Okladnikov, grotte de Denisova, grotte de Tchagyrka, dans l'Altaï)[14],[18]. Ils sont porteurs de l'outillage lithique moustérien.
- Vers 112 000 ans AP : Homme de Solo, plus récent Homo erectus connu, découvert en 1931 sur le site de Ngandong, village au bord du fleuve Solo, sur l'ile de Java[19].
- Vers 110 000 ans AP : la présence d'Homo sapiens est présumée en Chine (Guangxi, Liujiang, grotte de Zhiren)[20].

### Moyen-Orient
- 185 000 ans AP : découverte dans la grotte de Misliya, près du mont Carmel, en Israël, du plus ancien fossile d'Homo sapiens connu hors d'Afrique, la partie gauche d'un maxillaire d'adulte comprenant une grande partie de la denture[21].
- Entre 140 000 et 120 000 ans AP : fossiles humains de Nesher Ramla, en Israël, dont l'attribution est indécise en raison de caractères jugés intermédiaires entre l'Homme de Néandertal et Homo heidelbergensis[22]. Ils sont accompagnés d'une industrie lithique moustérienne.
- 125 000 ans AP : des outils lithiques du Paléolithique moyen attribués à Homo sapiens sont relevés au Djebel Faya, aux Émirats arabes unis, datés à partir de 125 000 ans, ce qui laisse imaginer une sortie d'Afrique précoce vers la péninsule Arabique par le détroit de Bab-el-Mandeb, quand la mer Rouge était encore à un bas niveau[23],[20].
- Vers 120 000 ans AP : sépulture néandertalienne contestée dans la grotte de Tabun, en Israël[24].
- Vers 118 000 ans AP : sépulture de la grotte d'Es Skhul, en Israël, ayant livré des fossiles d'Homo sapiens.

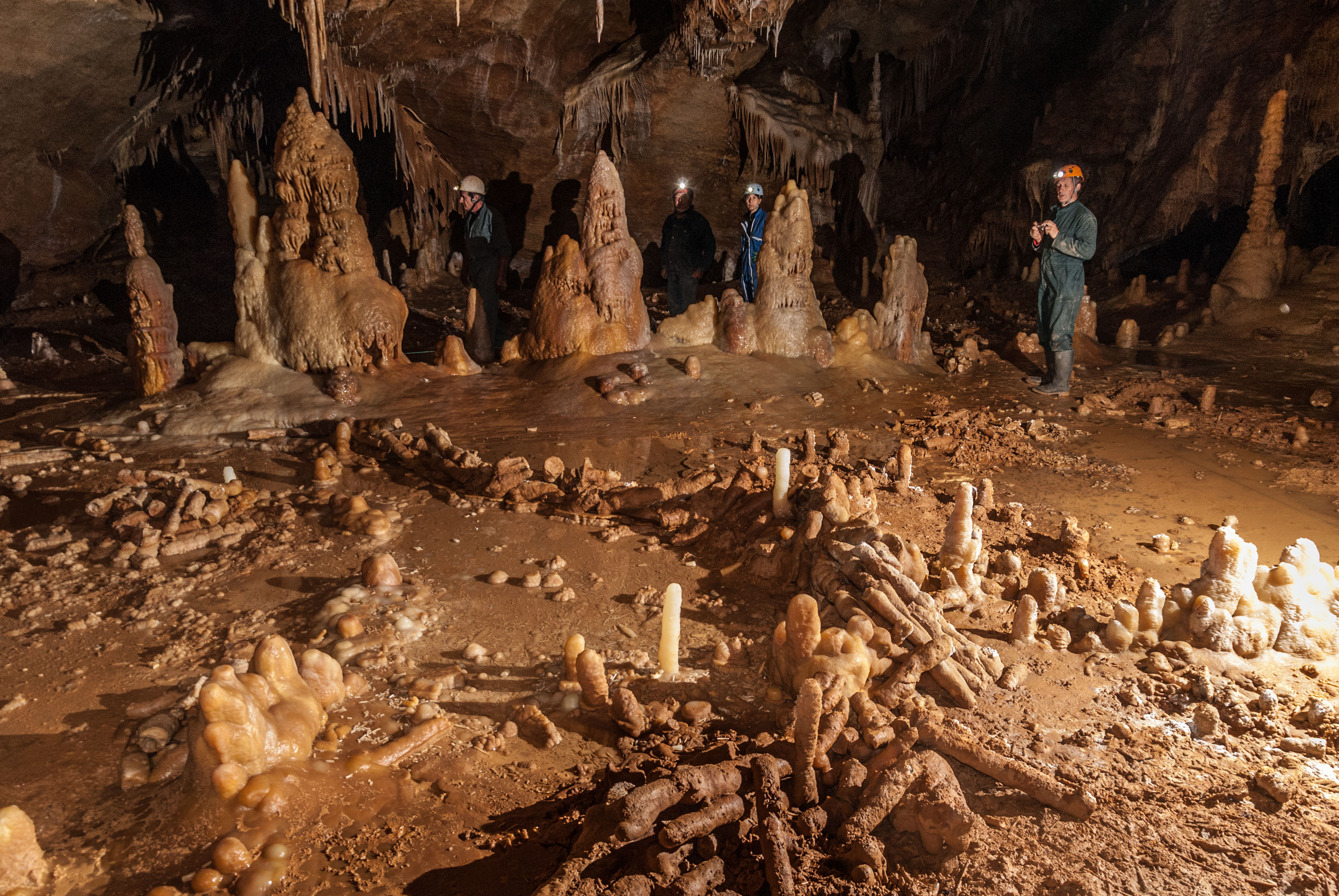
La structure de la grotte de Bruniquel

### Europe
- Vers 187 000 ans AP : Homme d'Altamura, squelette fossile complet d'Homme de Néandertal découvert en 1993 dans la grotte de Lamalunga, près de la ville d'Altamura, dans les Pouilles, dans le Sud de l'Italie.
- Vers 180 000 ans AP : Homme de Biache, dans le Pas-de-Calais, caractérisé par deux crânes néandertaliens découverts en 1976, appartenant à un homme âgé et à une jeune femme, entourés de nombreux ossements d’animaux (bovidés, cervidés, rhinocéros) et d’outils de silex.

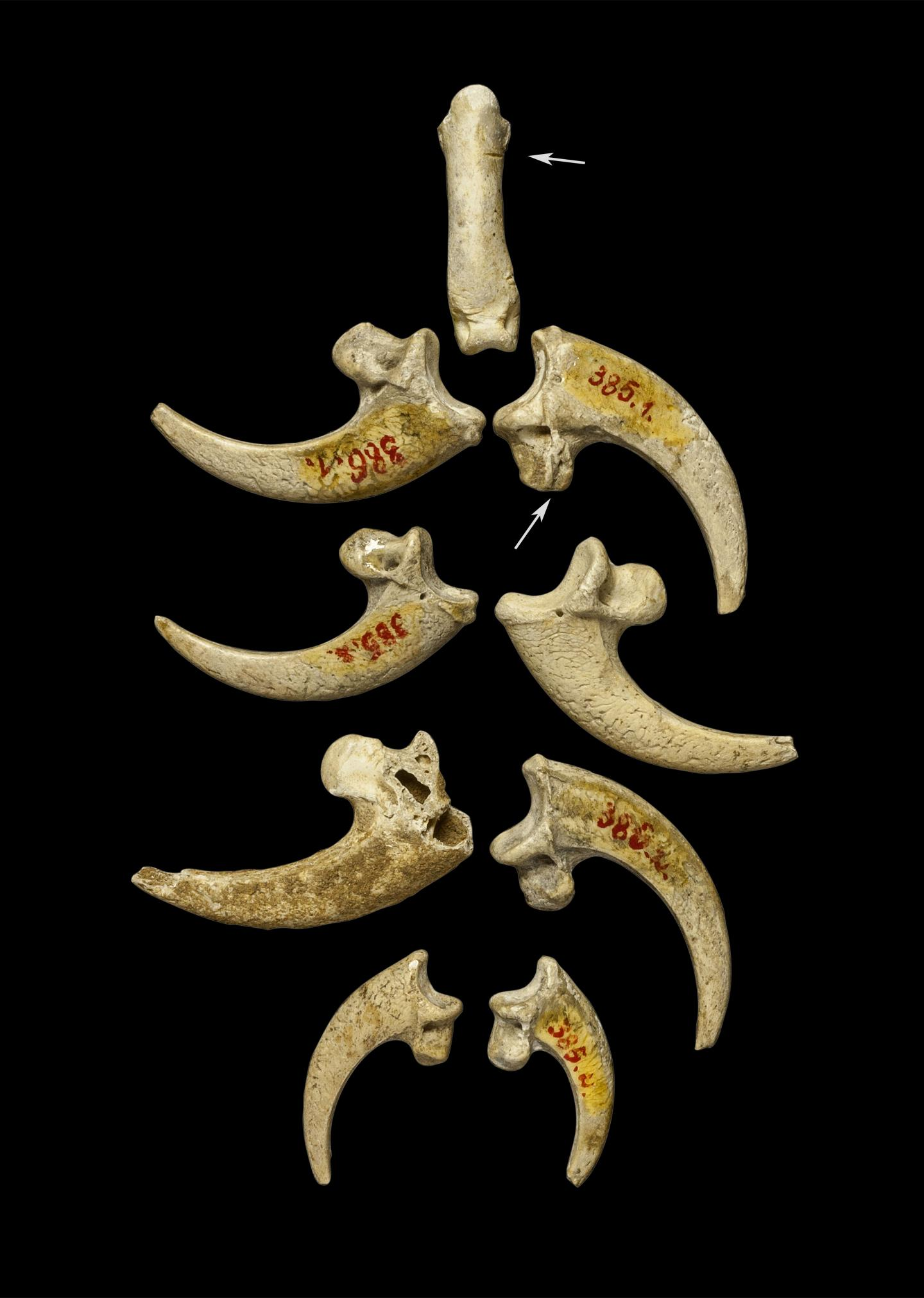
Serres d'aigle provenant du site de Krapina peut-être utilisées comme bijoux.

- 176 500 ans AP : la grotte de Bruniquel, dans le Tarn-et-Garonne, est occupée par l'Homme de Néandertal (datation effectuée en 2015). Exploré à partir de 1990, le site recèle des traces de feu et une structure composée de près de 400 morceaux de stalagmites juxtaposés, alignés et superposés[25].

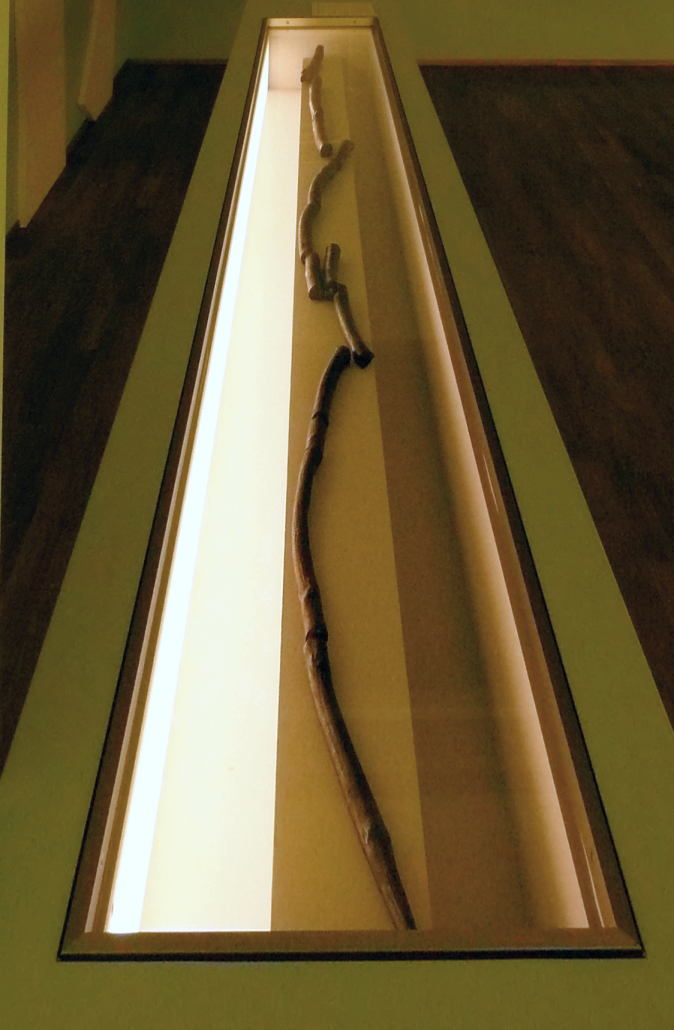
Lance de Lehringen

- 130 000 à 50 000 ans AP : l’industrie micoquienne, présente surtout en Europe centrale et orientale, se caractérise par des bifaces pointus à tranchants concaves et une grande variété d’outils sur éclats[26].
- 130 000 ans AP : site du campement d'hiver d'un groupe de chasseurs-cueilleurs, dans la grotte du Lazaret, près de Nice. Vestiges interprétés initialement comme les restes d'une grande cabane, de 11 m de long sur 3,5 m de large, construite contre la paroi de la grotte (aujourd'hui contestée). Outillage lithique, 2 foyers dans des trous naturels[27].
- Entre 127 000 et 115 000 ans AP : découverte en 1899 par Dragutin Gorjanović-Kramberger de centaines d'ossements de Néandertaliens sur le site de Krapina, en Croatie[28]. L'état très fragmentaire des os longs et la présence de stries causées par des instruments tranchants témoigne d'une possible pratique de l'anthropophagie, de charognage, ou de rites funéraires particuliers[29]. Huit serres d'aigles, portant des traces d'usure et d'aménagements semblent avoir été utilisées en pendentifs[30].
- 125 000 ans AP : lance en bois de Lehringen, en Basse-Saxe (Allemagne), fichée dans un squelette d'éléphant antique[31].
- Vers 120 000 ans AP : découverte en 1993 dans la grotte Scladina, en Belgique, des restes de la mâchoire de l'Enfant de Sclayn, un Néandertalien.
- 110 000 ans AP : des outils néandertaliens sont trouvés à Dartford, dans le Kent (Royaume-Uni)[32].